# Будинок лікаря (Мошни)

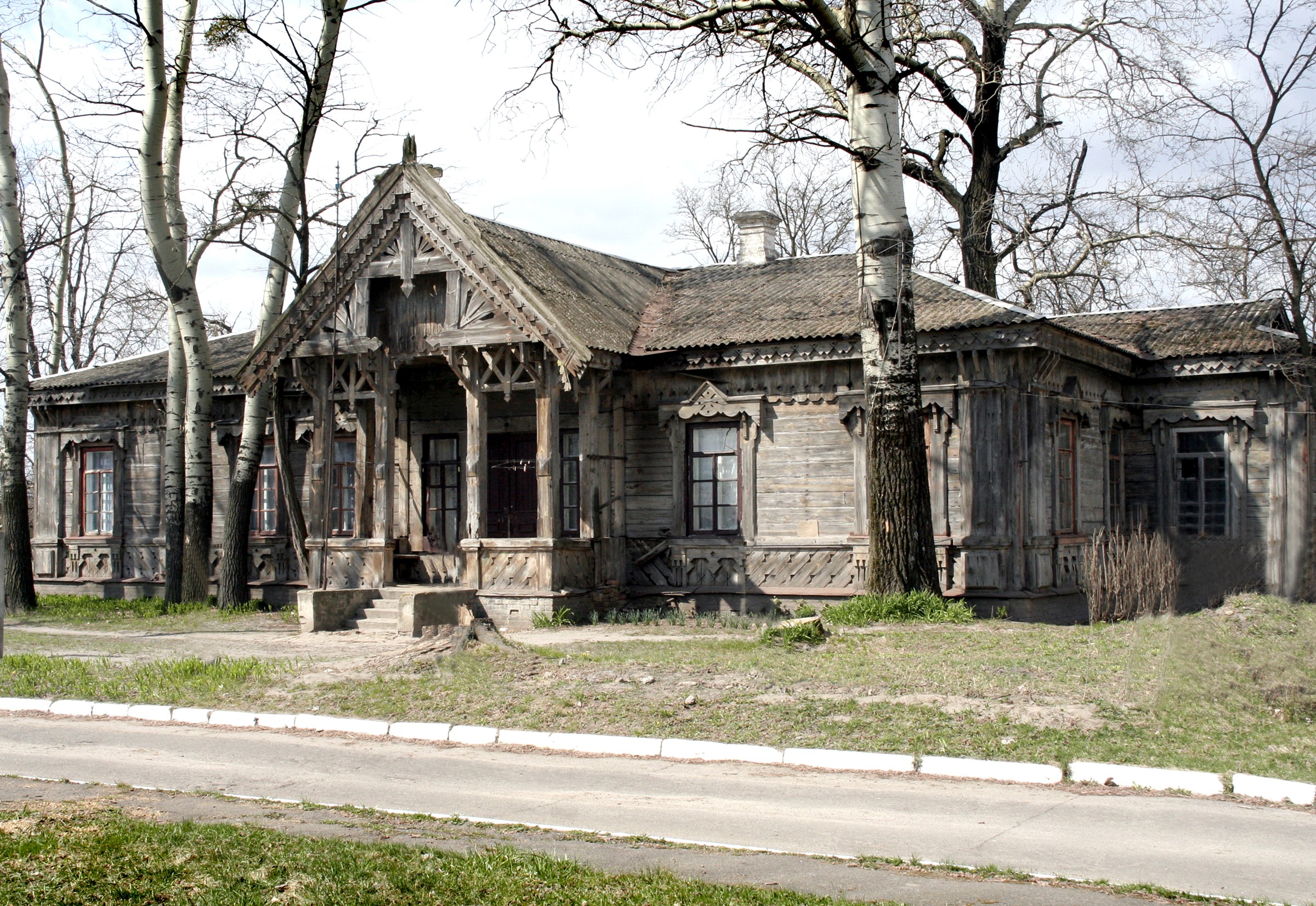
Будинок лікаря с. Мошни. 1894 р. Архітектор В. Городецький.

Будинок лікаря або Земська лікарня — дерев'яний будинок ХІХ століття, спроектований Владислав Городецький, знаходиться у с. Мошни Черкаський район Черкаська область. Є останнім  в Україні зі збережених дерев'яних будівель архітектора. 

## Історія
У ХІХ ст. село Мошни було у власності землевласника Микола Балашов.
У 1894 р. була зведена дерев'яна будівля Земської лікарні по проекту архітектора Владислава Городецького, відкрита 9 листопада того ж року. Він часто гостював у Мошнах у маєтку землевласника Микола Балашов та виконував архітектурні проекти на замовлення господаря. Одним із замовлень було побудова медичного комплексу. В. Городецький сам був присутній на будівництві лікарні. Всього витратили 14 тисяч рублів.
Садиба має ще одну назву — Будинок лікаря. Будівля являє собою невелику дерев'яну споруду. У ній були десятимісні палати, приймальне відділення, кабінет лікаря, відділення аптеки і кухня. Працював один лікар, два фельдшери та стільки ж повивальних бабок.

## Збереження
На сьогоднішній день зберігся тільки один корпус, з колоритним різьбленням і безліччю елементів, що підкреслюють інтер`єр будівлі.